# Rudky
Rudky (tiếng Ukraina: Рудки) là một thành phố của Ukraina. Thành phố này thuộc tỉnh Lviv. Thành phố này có diện tích ? km2, dân số theo điều tra dân số năm 2001 là 4942 người.